# Jango Edwards
Jango Edwards, pseudonimo di Stanley Ted Edwards (Detroit, 15 aprile 1950 – Barcellona, 4 agosto 2023), è stato un attore, cantante e showman statunitense.

## Biografia
Jango Edwards divenne noto principalmente come clown e intrattenitore, con numerose apparizioni in festival internazionali e alla televisione. Spese gran parte della sua poliedrica carriera in Europa, principalmente in Francia, Spagna, Paesi Bassi e Inghilterra. I suoi spettacoli furono in gran parte one-man show che ricalcavano la tradizione cabarettistica europea. Vi combinò la clownerie tradizionale con la satira politica e culturale.
Edwards crebbe a Detroit. Durante la fine degli anni sessanta si interessò di politica radicale, filosofia, religione e scienze esoteriche. Dopo tre viaggi in Europa decise di cedere l'attività di famiglia al fratello e tornare in Europa per studiare l'arte della commedia e la clownerie. Diventò così un busker (artista di strada) a Londra e vi fondò alcuni gruppi di commedianti.
Nel 1975 fu uno dei principali organizzatori e attori del International Festival of Fools, un festival di commedia alternativa e clownerie che si tenne ad Amsterdam dal 1975 al 1984.
Il 10 settembre 2022, durante un'intervista pubblica, annunciò di avere un cancro terminale. 
Edwards è morto a Barcellona il 4 agosto 2023 per la suddetta malattia.

## Filmografia
- [2014]FOOL OF LIFE Indagine sui Nouveau Clown -documentary film by Tommaso Magnano

## Discografia

### Album
- 1978 - Live at the Melkweg (Milky Way records)
- 1979 - Jango Edwards & Friends Roadshow (SquaRecords)
- 1980 - Clown Power (Ariola) - edizione limitata di 3000 copie
- 1980 - Live in Europe (Polydor)
- 1991 - Holey Moley (Silenz)

## Libri
- Jango Edwards, Jango Edwards, Matz Verlag, 1980.
- Jango Edwards, I laugh you, Rostrum Haarlem, 1984.
- "J comme Jango...Edwards" in Improvisation so piano, Jean-Pierre Thiollet, Neva Editions, 2017. ISBN 978-2-35055-228-6